# ألوكارد (كاسلفينيا)
ألوكارد هو شخصية خيالية في سلسلة ألعاب الفيديو كاسلفينيا التي تملكها كونامي. ظهر للمرة الأولى في سنة 1989 في لعبة كاسلفينيا 3: دراكولاز كورس، وبرزت الشخصية أكثر في لعبة كاسلفينيا: سيمفوني أوف ذا نايت التي صدرت في 1997. هو ابن مصاص الدماء دراكولا ووالدته من البشر اسمها «ليزا» لذا هو نصف بشري ونصف مصاص دماء. موت والدته ووصيتها له له بعدم كره البشر أدى به لمحاربة والده.

## الظهور
ظهر في عدة ألعاب فيديو منها:
- كاسلفينيا 3: دراكولاز كورس
- كاسلفينيا: سيمفوني أوف ذا نايت
- كاسلفينيا داون أوف سورو
- كاسلفينيا: ليغيندز
- كاسلفينيا: لوردز أوف شادو - ميرور أوف فيت
- كاسلفينيا: لوردز أوف شادو 2